# 陵水酸粉
陵水酸粉是中國海南省的一种特色街頭小吃，淡着酸辣甜香。

## 現況
如今，手工製作的米粉已經被機器取代。在陵水還有專門供應雙粉的加工廠。
同時，也衍生出諸多供應原材料的業界。

## 製作方法

### 地道陵水酸粉

#### 用材

##### 主料
- 大米（適量）

##### 輔料
- 牛肉乾（適量）
- 魷魚絲魚（適量）
- 餅片（適量）
- 脆花生米（適量）
- 韭菜（適量）
- 香菜（適量）

##### 佐料
- 米醋、香菜、辣椒和生粉調配而成的醬鹵